# Ptychadena christyi
Ptychadena christyi és una espècie de granota que viu a la República Democràtica del Congo i Uganda.
Està amenaçada d'extinció per la pèrdua del seu hàbitat natural.